# Gullane
Gullane, schottisch-gälisch: A’ Ghualainn, ist eine Ortschaft in der schottischen Council Area East Lothian beziehungsweise in der traditionellen Grafschaft Haddingtonshire. Sie liegt rund acht Kilometer nördlich von Haddington und 23 Kilometer nordöstlich des Zentrums von Edinburgh am Südufer des Firth of Forth.

## Geschichte
Im frühen 12. Jahrhundert gelangte die Baronie Dirleton in den Besitz von William de Vaux. Die Familie de Vaux ließ am Standort östlich von Gullane zunächst eine hölzerne Festung errichten, die vermutlich im 13. Jahrhundert zum heutigen Dirleton Castle ausgebaut wurde. Der zum Bau benötigte Stein entstammte einem Steinbruch in Gullane. 1663 wurde die Burg an John Nisbet, Lord Dirleton verkauft. Dieser gab sie auf und ließ im selben Jahr das nahegelegene Herrenhaus Archerfield House erbauen.
Im 12. Jahrhundert befand sich die Pfarrkirche des Parishs in Gullane. Da Sandverwehungen häufiger die Nutzung der St Andrews Kirk einschränkten, wurde 1612 mit der Dirleton Parish Church eine neue Pfarrkirche in Dirleton errichtet. Die obsolet gewordene Kirche ist heute als Ruine erhalten und als Scheduled Monument klassifiziert. Mit der St Peter’s Church entstand 1908 eine neue Kirche in Gullane.
Im Laufe des 19. Jahrhunderts entwickelte sich Gullane zu einem beliebten Standort für den Pferde- und Golfsport. Noch heute ist Gullane von vier Golfplätzen umgeben. Überregional bekannt ist der Muirfield Golf Club, an dessen Südrand sich mit The Pleasance und Greywalls zwei architektonisch bedeutende Villen aus den 1900er Jahren befinden.
1961 lebten 1692 Personen in Gullane. In den folgenden Jahrzehnten stieg die Einwohnerzahl an. Im Rahmen der Zensuserhebung 2011 wurden 2568 Einwohner gezählt.

## Verkehr
Gullane ist an der A198 gelegen, die zwischen Tranent und East Linton die Küstenorte miteinander verbindet. Sie bindet die Ortschaft an die südlich verlaufende A1 (London–Edinburgh) an. 1898 erhielt Gullane einen Bahnhof an der Aberlady, Gullane and North Berwick Railway. Die Strecke zweigte jenseits von Longniddry von der heutigen East Coast Main Line ab. Die ursprünglich geplante Streckenführung bis North Berwick wurde nie umgesetzt, sodass Gullane der Endhalt der kurzen Stichbahn war. 1964 wurde die Strecke geschlossen und der Bahnhof aufgelassen.